# پل وید (زاده ۲۰۰۰)
پل وید (انگلیسی: Paul Wade؛ زادهٔ ۱۷ آوریل ۲۰۰۰) بازیکن فوتبال است.
از باشگاه‌هایی که در آن بازی کرده‌است می‌توان به باشگاه فوتبال نیس اشاره کرد.